# 타타르스탄 항공
타타르스탄 항공(러시아어: Авиакомпания Татарстан, 타타르어: Татарстан Һава Юллары)은 러시아 타타르스탄 카잔 카잔 국제공항에 거점을 둔 항공사로 2013년에 발생한 사고로 경영난이 악화되어 파산되었다. 이후 운항했던 전 노선은 AK바 아에로에 인수되었다.

## 사건 및 사고
- 타타르스탄 항공 363편 추락 사고